# Organigram
Organigram (eng: organizational chart) je dijagram koji prikazuje strukturu određene organizacije, te međuodnose i hijerarhiju pozicija zaposlenih unutar organizacije.
Američki inženjer škotskog podrijetla Daniel McCallum (1815. – 1878.) smatra se prvim autorom organigrama u američkom businessu. Njegov se organigram datira oko 1854. godine.

## Vanjske poveznice
- Ekonomski fakultet u Zagrebu, Katedra za organizaciju i menadžment